# Österreichische Badmintonmeisterschaft 1967
Die Österreichische Badmintonmeisterschaft 1967 fand in Graz statt. Es war die zehnte Auflage der Badmintonmeisterschaften von Österreich.

## Titelträger
| Disziplin    | Sieger                                   |
| ------------ | ---------------------------------------- |
| Herreneinzel | Hermann Fröhlich                         |
| Dameneinzel  | Ingrid Wieltschnig                       |
| Herrendoppel | Bernd Frohnwieser Reinhold Pum           |
| Damendoppel  | Elisabeth Wieltschnig Ingrid Wieltschnig |
| Mixed        | Reinhold Pum Ingrid Wieltschnig          |